# ولسوالی جغتو
جغتو یکی از ولسوالی‌های بزرگ هزاره‌نشین در ولایت غزنی، به مرکزیت گولبوری در جنوب شرقی افغانستان است که ۹۵۰ کیلومترمربع مساحت و جمعیت آن در سال ۱۳۹۹ (خورشیدی) حدود ۱۳۲٬۲۵۶ نفر بوده‌اند.
این ولسوالی دارای مرز مشترک با شهر غزنی، و ولسوالی‌های ناور، قره‌باغ، اندر و خواجه‌عمری می‌باشد مرکز این ولسوالی در دهستان گولبَوری است مردم این ولسوالی اکثراً مالدار و کشاورز می‌باشند. بیش از نیمی از جمعیت جغتو در بین سال‌های ۱۹۸۰ تا ۲۰۰۵ به شهرهای بزرگ افغانستان از جمله کابل و هرات جابه‌جا و به دیگر کشورها از جمله پاکستان و ایران پناهنده شده‌اند.

## نام
واژهٔ جغتو برگرفته از نام خانات ترکی-مغولی جغتای است.

## جغرافیا
این ولسوالی در ۳۰ کیلومتری شهر غزنی قرار دارد که دارای چندین دره و دهستان عمدتاً هزاره‌نشین می‌باشد از جمله مهم‌ترین آنها قیاق، قرصوب، جرمتو، سراب، ککرک، شاکی، تورگان، احمدا و گولبوری می‌باشند.

## اقتصاد
گرچه جغتو یک سرزمین مرتفع تر از شهر غزنی است اما مردم آن به کشت گندم جو جواری محبوبات مرکبات و حتی در بعضی از مناطق به کشت برنج مشغول هستند به دلیل ناهمواری زیادی که در درهای جغتو وجود دارد زمین‌های کشاورزی داری وسعت زیادی نیستند به همین دلیل کشت محصولات متفاوت رسم می‌باشد هر خانواده داری تعداد اندکی چهار پا از جمله گاو، گوسفند، خر، بُز و به صورت نادر اسب می‌باشند.
در جغتو علاوه از حبوبات و غله‌جات، میوه‌جات نیز وجود دارد مانند: سیب، زردآلو، الو، هلو، گیلاس، آلبالو، توت، بادام، چارمفز، سنجد، انجیر و انواع انگور.

## مردم
باشندگان جغتو را هزاره‌ها با اقلیت کوچکی از پشتون‌ها تشکیل می‌دهند. مطابق احصائیه ۱۳۹۹، جمعیت این ولسوالی ۱۳۲٬۹۵۲ نفر است.

## فرهنگ
فرهنگ مردم جغتو مانند دیگر مناطق هزاره‌نشین یک نوع بوده که شامل: اسب دوانی، نیزه‌زنی، تیراندازی، کشتی‌گیری، پهلوانی، تجلیل از نوروز و غیره می‌شود.

## جمعیت مهاجر
تعداد زیادی از جمعیت جغتو به شهرهای بزرگ افغانستان و کشورهای دیگر مهاجرت کرده‌اند. در کابل بیشتر آن‌ها مقیم دشت برچی، کارته سخی، چهارقلعه، قلعه شاده، یا پل سوخته می‌باشد. در پاکستان اکثر آن‌ها در مقیم شهر کویته پاکستان هستند و در ایران بیشتر مهاجران جغتو مقیم تهران، اصفهان و قم می‌باشند.